# Nationell Ungdom
Nationell Ungdom (NU)  var ett nynazistiskt ungdomsförbund till Svenska motståndsrörelsen verksamt mellan 1997 och 2005. Vid årsskiftet 2005/2006 lades förbundet ner, och dess aktiviteter och medlemmar överfördes till Svenska motståndsrörelsen. Gruppen beskrev sig som en "kamporganisation" med syftet att "befria vårt land från främlingsväldet".

## Historik
Organisationen bildades omkring 1997 under namnet Oberoende nationell ungdom, som en parallellorganisation för en grupp medlemmar i dåvarande Sverigedemokratisk Ungdom bosatta i stockholmstrakten. Efter en kortare tid bröt sig denna organisation ur SDU och antog då det nuvarande namnet. Nationell Ungdom leddes först av Erik Hägglund och senare av Klas Lund. Under 2001-2002 förlorade organisationen många medlemmar till det nybildade partiet Nationaldemokraterna.
Nationell Ungdom ansågs av SÄPO ha kopplingar till vit makt-ideologi och anklagades för att "sprida stora mängder rasistisk och främlingsfientlig propaganda".
Aktivister från Nationell Ungdom har gjort sig kända för flera grova brott, bland annat mordet på syndikalisten Björn Söderberg, attentat mot journalister, fackligt aktiva och antirasister, samt en vapenstöld på P10 i Strängnäs.